# Aconibe
Aconibe – miasto w Gwinei Równikowej, w prowincji Wele-Nzas, w dystrykcie Aconibe. W spisie ludności z 4 lipca 2001 roku liczyło 8795 mieszkańców – było wówczas czwartym co do wielkości miastem kraju.